# Umanen
Umanen is een bestuurslaag in het regentschap Belu van de provincie Oost-Nusa Tenggara, Indonesië. Umanen telt 6939 inwoners (volkstelling 2010).